# Paranormal Activity 3
Paranormal Activity 3 je americký hororový film z roku 2011. Režírovala ho dvojice Henry Joost a Ariel Schulman. Jde o prequel filmů Paranormal Activity z roku 2007 a Paranormal Activity 2 z roku 2010. 
Film měl premiéru 14. října 2011 na festivalu Rio de Janeiro. V Česku byl do kin uveden 20. října 2011.

## Děj
Film začíná záběrem z filmu Paranormal Activity 2, kde Kristie s rodinou zjišťuje, že jejich dům je vyloupený. Avšak později Kristie zjišťuje, že nic ji nebylo ukradeno kromě kazuet, které dostala od své sestry Katie.Díl se odehrává v roce 1988, kdy bylo sestrám pouze 8 let. Vše začíná v kalifornské Santa Rose, kde oslavují rodiče Dennis a Julia oslavu osmých narozenin svých dcer. 
Po několika dnech si Denis všímá, že dcery si hrají se svým imaginárním přítelem Tobym. Když je v Santa Rose zemětřesení, natočí na kameru Dennis podivný přízrak, který má tvar postavy. Vše říká přítelkyni Julii, ale ta to má za hloupý vtip. Dennisovi nedá spát, co natočil, a proto rozmístí po domě několik kamer. Chce natočit více paranormální aktivity, ale aktivita se stupňuje. Tím se paranormální aktivita ještě zvýší. Pár proto najímá Lucii, aby na dívky dohlídla. Jenomže ihned, co se vrátí z večírku, Lucy odchází a poté, co si Dennis prohlédne záznam z kamery, objevuje jedeš šokující paranormální jev za druhým. Kristi s Katie řeknou "Tobymu", že už nejsou přátelé a to démona rozzuří. Druhého dne ráno najde Dennis na stěně pokoje ohromný symbol trojúhelníka s kruhem uvnitř. Stejný symbol najde i knize o démonologii. Postupně se dozvídá o kultu čarodějnic, které si přezdíavjí Porodní báby a vymývají mozky mladým dívkám, aby měli syny a pak je nechali obětovat démonům.
Když se Kristi udělá špatně, odvezou ji Julia a Dennis o nemocnice a Katie s bratrem Randym zkoušejí vyvolávat Krvavou Mary, přičemž se Randymu na zádech udělají 3 velké škrábance. Když jim duch brání odejít a vrhá po nich nábytek, tak Randy utíká z domu. Dennis později ukazuje Julii význam symbolu. Postupně se dějí i další aktivity, které rodinu utiskují a dívky jen poškozují. Kristi jednou požádá matku, aby s nimi jela do babiččina domu do Moorparku, ale Julie odmítá. Když se ovšem duch rozzlobí, tak Julia souhlasí. Jedou tedy Julia s Dennisem a dívkami do babiččina domu. Rodina se zde ubytuje a ihned co usnou, se v domě děje paranormální aktivita. Když se Dennis probudí, tak nachází na stěnách a za obrazem symboly Porodních bab. V momentě, kdy vejde Dennis do garáže, najde zde několik žen v černém, včetně babičky Lois. Když se vrací pro holky, vidí Juliino tělo, jak levituje nad schodištěm. Jakmile se k ní přiblíží, tak na něj tělo spadne a on spadne. Snaží se tak doplazit k brečící Katie, ale ona ho odhodí démonickým výkřikem na druhý konec místnosti. V ten moment si zlomí nohu a když se snaží doplazit k Juliinu tělu, Lois ho svou nadpřirozenou silou zabije. Katie a Kristi nakonec jdou s Lois po schodišti nahoru.

## Obsazení
| Katie Featherston   | Dospělá Katie  |
| Chris Smith         | Dennis         |
| Lauren Bittner      | Julie          |
| Chloe Csengery      | mladá Katie    |
| Jessica Tyler Brown | Mladá Kristi   |
| Sprague Grayden     | Dospělá Kristi |
| Hallie Foote        | babička Lois   |